# Laeliokeria
× Laeliokeria, (abreviado Lkra) en el comercio, es un híbrido intergenérico entre los géneros de orquídeas Barkeria × Laelia. Fue publicado en Orchid Rev. 78(926) noh: 2 (1970).